# Al Ghaoui Hesna
Al Ghaoui Hesna (Debrecen, 1978. május 24. –) magyar riporter, külpolitikai újságíró, író. A Magyar Televízió munkatársaként konfliktuszónákból adott tudósításai tették ismertté.

## Élete
Édesanyja magyar, apja szír származású; szülei a Debreceni Orvostudományi Egyetem hallgatóiként ismerkedtek össze. Az egyetem elvégzését követően a család Salgótarjánba költözött – Hesna ott nőtt fel. Egy testvére van, Naima, a Nemzetközi Vöröskereszt munkatársa.
Középiskolai tanulmányait Szolnokon, a magyar–angol két tanítási nyelvű Varga Katalin Gimnáziumban végezte. Közben – jó tanulmányi eredményének köszönhetően – 16 évesen a Soros Alapítvány ösztöndíjával egy portlandi (USA) magán-középiskolában tanult. Képzőművésznek készült: rajzolt, festegetett és novellákat írogatott, azonban hazatérve az Eötvös Loránd Tudományegyetem Állam- és Jogtudományi Karán, majd Budapesten és Tunéziában arab szakon szerzett diplomát.
A magyaron kívül arabul, angolul és franciául beszél.
2011 szeptemberében kötött házasságot az ugyancsak a médiában dolgozó Kara Ervinnel, két kislányuk van, Neda 2014-ben, Zea pedig 2018-ban született.

## Pályafutása
A jogi diploma megszerzése után egy abszurd novellája megjelent a Népszabadságban, ahol 1998-ban külpolitikai újságíróként kezdett dolgozni. Nyelvtudása és családi kötődései révén érdeklődése elsősorban a Közel-Keleti térségre terjedt ki. Később a Magyar Televízió riportere lett; rendszeresen jelentkezik az MTV Híradójában és Panoráma című műsorában. 2010 őszétől az MTV Dokumentumfilm Szerkesztőségének munkatársa. Nem vallotta magát haditudósítónak, de tudósításainak helyszínei gyakran estek háborús terepre és konfliktuszónákba. Tudósításainak helyszíne volt többek között Afganisztán, Pakisztán, Észak-Irak, Szudán (Dárfúr),  Líbia, Libanon, Szíria, Izrael, a Gázai övezet, Etiópia, Tunézia, Algéria és Nyugat-Szahara.
Riportfilmjeivel kétszer nyert Kamera Hungária díjat. A Gázai övezetben forgatott riportja (Brother Blood Bullet) bekerült a 47. monte-carlói televíziós fesztivál döntős alkotásai közé. A libanoni palesztin menekülttáborokról készített riportjával 2008-ban harmadik helyezést ért el a CNN World Report pályázatán. A 2010-ben, a gyerekhalandóságról Ugandában forgatott dokumentumfilmjét (A néma bölcsők) bemutatták az Al-Jazeera Nemzetközi Dokumentumfilm Fesztiválon. 2011-ben A halál illata című alkotása részt vett az 51. monte-carlói televíziós fesztiválon. Tudósítói, újságírói munkásságát 2011-ben Prima Primissima díjjal jutalmazták, sajtó kategóriában. 2012 és 2017 között szerkesztő-riportere és műsorvezetője volt saját fejlesztésű, 52 perces doku-riport műsorának, az MTVA-n kéthetente jelentkező Bábel, Hesnával a világ című műsornak, amely 37 epizódjában egy-egy különös témát járt körbe Magyarországról és a nagyvilágból.
2017-ben felmondott az MTVA-ban. Azóta szabadúszó újságíró, többkötetes szerző.
2021 augusztusában családjával együtt az Amerikai Egyesült Államokba költözött: a Berkeley-i Kaliforniai Egyetemen nyert egyéves ösztöndíjat a poszttraumás növekedés kutatására.
A háborús konfliktusok helyszíneinek megrázó hétköznapjairól tett vallomásait Háborúk földjén címmel, riportkönyvben jelentette meg 2010-ben. Miután tudósítói munkája során felfigyelt a félelem pszichés és fizikai hatására, alaposabban kezdett foglalkozni a témával, s 2017-ben könyvet írt róla Félj bátran címmel. Ebben amellett érvel, hogy a félelmet lehet hajtóerőként használni az életünkben – nem csupán háborús tudósítóként, hanem szülőként, társként, alkalmazottként vagy épp vezetőként a mindennapok során is. A könyvet lefordították holland nyelvre is, amely 2019-ben De Kracht van Angst (A félelem ereje) címmel jelent meg a Benelux államokban. Ugyancsak a félelem-bátorság témájával szólította meg a gyerekeket is  a 2018-ban megjelent Holli, a hős című mesekönyve, amelyben amellett érvel, hogy a félelem érzését nem elnyomni, hanem átalakítani kell beszélgetések és gyakorlatok keretében.
Legújabb kutatási témája a lelki alkalmazkodóképesség és az, hogy hogyan tudunk nehéz helyzetekből nemcsak visszapattanni, hanem egy krízisből akár erőt is nyerni.
Éveken át tanított a Budapesti Kommunikációs és Üzleti Főiskolán, rendszeresen hívják előadni egyetemekre, konferenciákra, eleinte főleg tudósítói munkájáról, majd a félelemmel kapcsolatos munkássága kapcsán. A magyar Demokratikus Jogok Fejlesztéséért Alapítvány (DemNet) felkérésére a Millenniumi Fejlesztési Célok jószolgálati nagykövete volt. 2012-2018 között tagja volt a Kultúrák Közötti Párbeszédért létrehozott nemzetközi Anna Lindh Euro-mediterrán Alapítvány tanácsadó testületének. Nagykövete az emberek előítéletessége, közönyössége elleni fellépést célul kitűző Hősök Tere Kezdeményezésnek, valamint tagja a tehetséggondozást támogató Edison Platform gondolatformáló közösségnek.

## Művei

### Könyvek
- Al Ghaoui, Hesna: Háborúk földjén: Egy tudósítónő vallomásai a válságövezetek megrázó hétköznapjairól. Pécs: Alexandra Kiadó. 2010.   264. o. ISBN 9789632973760
- Al Ghaoui, Hesna: Félj bátran. Budapest: Bookline Könyvek. 2017.   344. o. ISBN 9789634333296
- Al Ghaoui, Hesna: Holli, a hős: Mese arról, hogyan félj bátran. Budapest: Bookline Könyvek. 2018.   72. o. ISBN 9789634373469
- Al Ghaoui, Hesna: De kracht van angst. (hollandul) Ford.: Sütő, Cora-Lisa; előszó: Luyendijk, Joris. Amsterdam: Uitgeverij Pluim. 2019.   395. o.  (A Félj bátran holland kiadása)
- Félj bátran; jav., átdolg. kiad.; Open Books, Bp., 2021
- Soha ne add fel. Mese arról, hogyan győzd le az akadályokat; Open Books, Bp., 2021

### Dokumentumfilmek
- 2009 – Born Dead (Néma bölcsők) – Az Ugandában forgatott dokumentumfilm helyi gyermekek sorsán keresztül mutatja be a harmadik világ gyerekeinek életesélyeit és a magas halálozási arány okait.
- 2010 – Kabul 911 – A film azt járja körbe, hogy milyen nehézségekbe ütközik és miért nem hatékony sokszor a nemzetközi segélyezés a háború sújtotta Afganisztánban.
- 2010 – Madagaszkár – Útifilm egy orvoscsoportról, amely Madagaszkárra utazott egy segélyakció keretében.

## Díjai, elismerései
- 2007 – Kamera Hungária – Hengerelt a Hamasz
- 2008 – CNN World Report 3. helyezés – ?
- 2010 – Kamera Hungária – Háborús napló
- 2011 – Prima Primissima díj
- 2012 – Salgótarján díszpolgára
- 2015 – Kovácsi László média díj
- 2017 – ENAM-AMERIGO Media Award – Premio Europa [18]
- 2017 – Szuper WMN díj